# امامزاده عبدالله آئینه ورزان
امامزاده عبدالله آئینه ورزان مربوط به سدهٔ ۸ ه.ق است و در شهرستان دماوند، روستای آیینه ورزان واقع شده و این اثر در تاریخ ۳۰ فروردین ۱۳۶۶ با شمارهٔ ثبت ۱۷۲۴ به‌عنوان یکی از آثار ملی ایران به ثبت رسیده است.